# Kostel svaté Anny (Horní Slavkov)
Kostel svaté Anny je římskokatolický neorientovaný špitální kostel v Horním Slavkově v okrese Sokolov v Karlovarském kraji. Od roku 1963 je kostel chráněn jako kulturní památka České republiky.

## Historie
Současný špitální kostel sv. Anny je v pořadí třetí sakrální stavbou shodného zasvěcení v Horním Slavkově. Na severozápadním okraji města při cestě do Lokte stávala ve svahu nad údolím potoka Stoka kaple sv. Anny. Německá regionální literatura ji datuje do 13. století.
Druhou církevní stavbou zasvěcenou svaté Anně byl středověký kostel v místě současného kostela. Byl postaven v první polovině 16. století společně s městským špitálem. Německá literatura datuje výstavbu do roku 1542, kdy sem byly přemístěny zvony. Český král Maxmilián II. ustanovil roku 1565 nadání pro zdejší špitál.
Kostel i s přilehlým špitálem zcela vyhořel při požáru, který postihl město 4. května 1713. Zachovaly se pouze obvodové zdi kostela.
V následujících letech byl na základech vyhořelého kostela postaven nový barokní kostel i s budovami špitálu, přiléhajícími k západní straně kostela. Objekt byl nově zastropen i zastřešen a bylo pořízeno nové vnitřní vybavení. Dva nové zvony do věže byly odlity v Chebu. Oba zvony byly během první světové války v roce 1916 zrekvírovány na válečné účely. Roku 1728 byly postaveny nové varhany, které prošly opravou v roce 1843. Na barokní výzdobě interiéru kostela se výrazně podílel hornoslavkovský freskař a malíř Eliáš Dollhopf. Stavba kostela byla dokončena roku 1728.
Po druhé světové válce došlo k odsunu německého obyvatelstva, kostel přestal být udržován a chátral.
Až po zapsání kostela na seznam kulturních památek roku 1958 byly provedeny pouze nejnutnější opravy, zejména pokrytí střechy šindelovou krytinou.
Roku 1992 se stal kostel součástí nově vyhlášené památkové zóny Horní Slavkov.
V té době se však již kostel nacházel v havarijním stavu a byly zrušeny pravidelné bohoslužby.
Roku 1996 bylo provedeno zajištění ohrožených hodnotných nástropních fresek a byl připravován jejich záchranný transfer.
V roce 1998 došlo ke vloupání do kostela a z interiéru byla ukradena barokní kopie dřevěné gotické sošky Panny Marie ze 14. století. Tuto sošku zloději později jako usvědčující důkaz spálili.
Po roce 2000 začal vlastník kostela se záchrannými pracemi. Vlastníkem je Římskokatolická farnost Horní Slavkov. Při záchranných pracích bylo provedeno odvodnění objektu, statické zajištění krovu kostela a položena část krytiny. Zbylá část krytiny byla položena po roce 2006.
Na záchranu kostela přispívá ze svého rozpočtu Karlovarský kraj. V současné době (rok 2017) pokračují záchranné práce v interiéru, např. restaurování fresek, a kostel není přístupný.

## Architektura
Současný kostel je jednolodní neorientovaná stavba s mírně odsazeným presbytářem. Obdélná loď i presbytář jsou sklenuty plochou valenou klenbou s trojbokými výsečemi. V průčelí presbytáře a lodi kostela je připojen trojosý přístavek obdélného půdorysu. Před vstupem do kostela, mimo půdorys lodě, se zvedá široká a nízká hranolová věž s cibulovou barokní bání a lucernou s křížem na vrcholu.
V prostoru přístavku věže se nachází sakristie s oratoří v patře. Hlavním portálem se vstupuje do předsíně v přízemí věže. Boční portál se nachází v jihozápadní podélné stěně lodi. Zvonové patro věže je na třech stranách prolomeno po jednom úzkém obdélném okně. Vnější stěny kostela jsou hladké, jednoduše členěné štukovými lizénovými rámci, završené profilovanou okapovou římsou. V severozápadní části lodi se nachází trojkřídlá dřevěná kruchta.
K západní stěně kostela přiléhá patrová budova bývalého špitálu, nyní obytného domu. Objekt špitálu býval ve výši prvního patra stavebně propojen průchodem do kostela, kterým se vstupovalo na kruchtu. Nad oběma vchody, jsou v nikách dvě kamenná sochařská díla z doby výstavby kostela, a to postava žehnajícího Krista a jako tzv. haut reliéf pojatá figurální skupina svaté Anny Samotřetí.

## Interiér a vybavení
Přestože je kostel architektonicky jednoduchou stavbou, svým zařízením a malířskou výzdobou patřil mezi barokní klenoty nejen v rámci regionu.
Nástěnné malby vytvořil místní malíř Eliáš Dollhopf, jehož dům stál necelých 200 metrů od kostela. Rozsáhlého úkolu se ujal jako devětašedesátiletý v roce 1772. Na klenbě a ve výsečích ztvárnil výjevy ze života svaté Anny a Panny Marie. V presbytáři zpracoval motiv Oslavy jména Anna, ve spodní části malby zobrazil postavy andělů. V klenebních výsečích a drobných štukových rámech zachytil malíř scény z mariánského cyklu, jmenovitě Zasnoubení Panny Marie, Zvěstování Panně Marii, Navštívení Panny Marie, Narození Páně, Klanění pastýřů, Klanění Tří králů, Útěk Svaté rodiny do Egypta, Svatá rodina v Nazaretě a Ježíš v Chrámu. V klenebním poli u triumfálního oblouku završuje mariánský cyklus scéna Nanebevzetí Panny Marie. V centrální fresce na klenbě lodi byl namalován motiv Nejsvětější Trojice. Po stranách byli do klenebních výsečí situováni jednotliví apoštolově.
Řada obrazů Eliáše Dollhopfa, které byly součástí výzdoby interiéru je deponována mimo kostel. Jedná se například o olejomalbu čtrnácti zastavení Křížové cesty. Dalším Dollhopfovým dílem byla olejomalba Panny Marie Dobré rady z roku 1771. Obraz je ovšem nezvěstný. Jak osobní dar věnoval malíř kostelu obraz svého patrona, proroka Eliáše. Obraz býval zavěšen u kazatelny v presbytáři. Další Dollhopfova plátna se nacházela nad vchodem do sakristie. Kromě těchto pláten jsou v evidenci památek vedeny různé olejomalby od neznámých autorů. Většinou pocházejí z doby kolem poloviny 18. století.
Ukázkou hodnotné barokní práce je polychromovaná, bohatě zlacená kazatelna z období kolem roku 1750. Řečniště zdobily postavy čtyř evangelistů, které se nyní nacházejí v expozici hornoslavkovského muzea.
V interiéru exteriéru se nacházelo několik dalších, většinou barokních soch. Nad sakristií byly umístěny sochy svatého Norberta a svaté Valburgy, obě z doby kolem roku 1750. Po stranách oltářního retabula stály na podstavcích na evangelní straně socha sv. Josefa a na epištolní straně socha sv. Jáchyma.
Na kůru stála socha svatého Rocha. Z dalších soch se v interiéru nacházely sochy sv. Petra, sv. Jana Křtitele a sv. Jana Nepomuckého.

## Fotogalerie

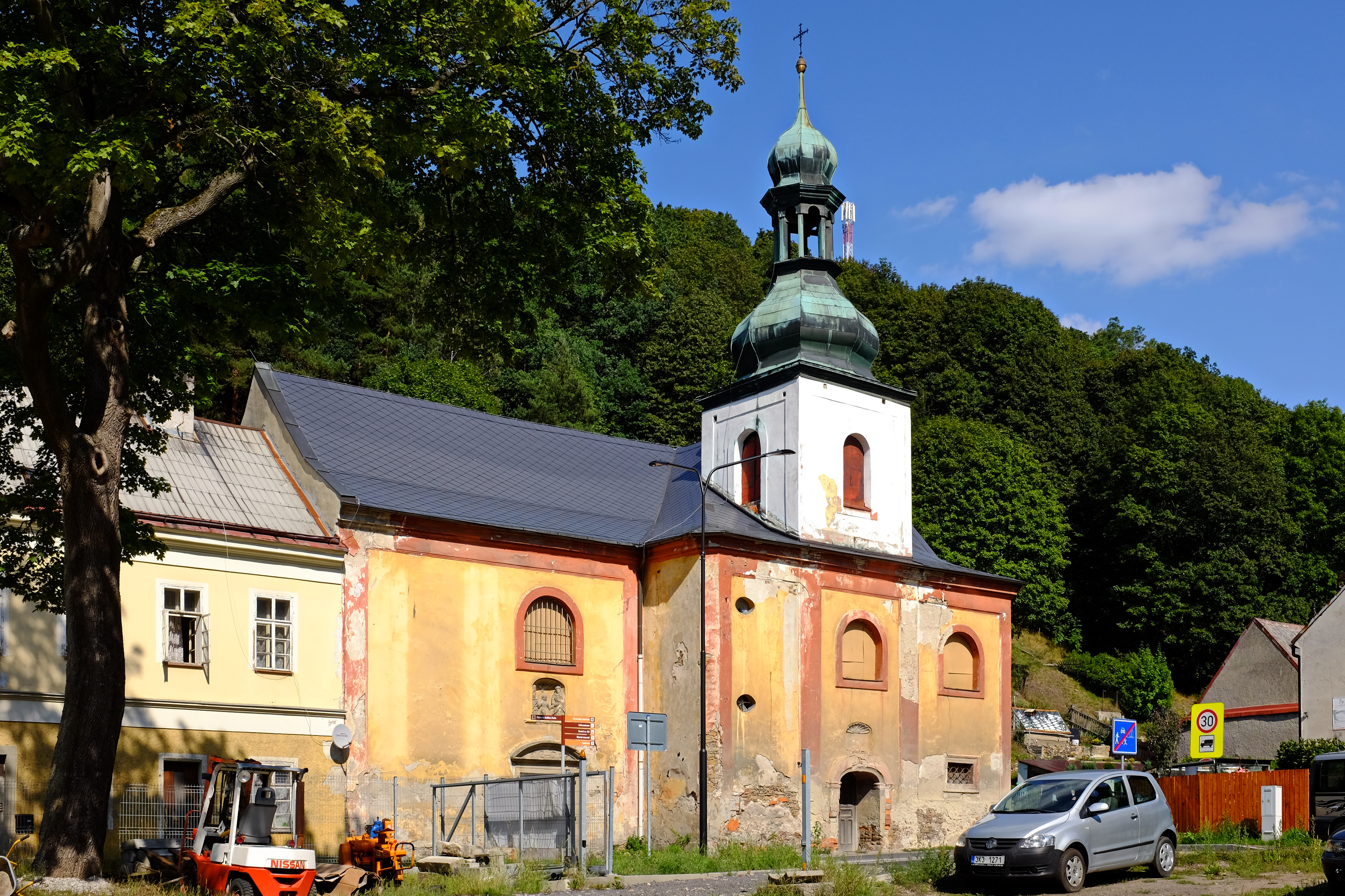
Pohled od jihozápadu
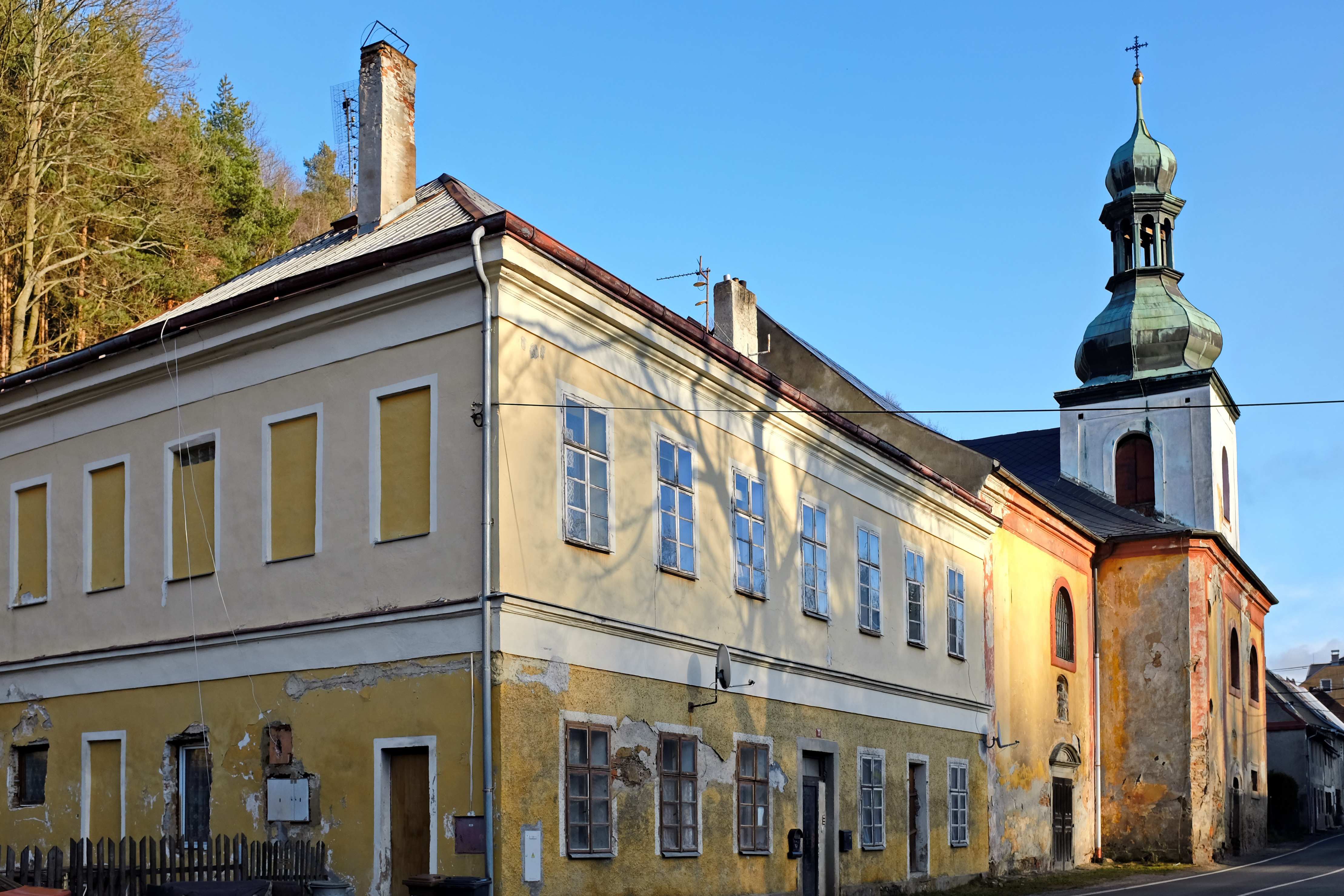
Pohled od západu
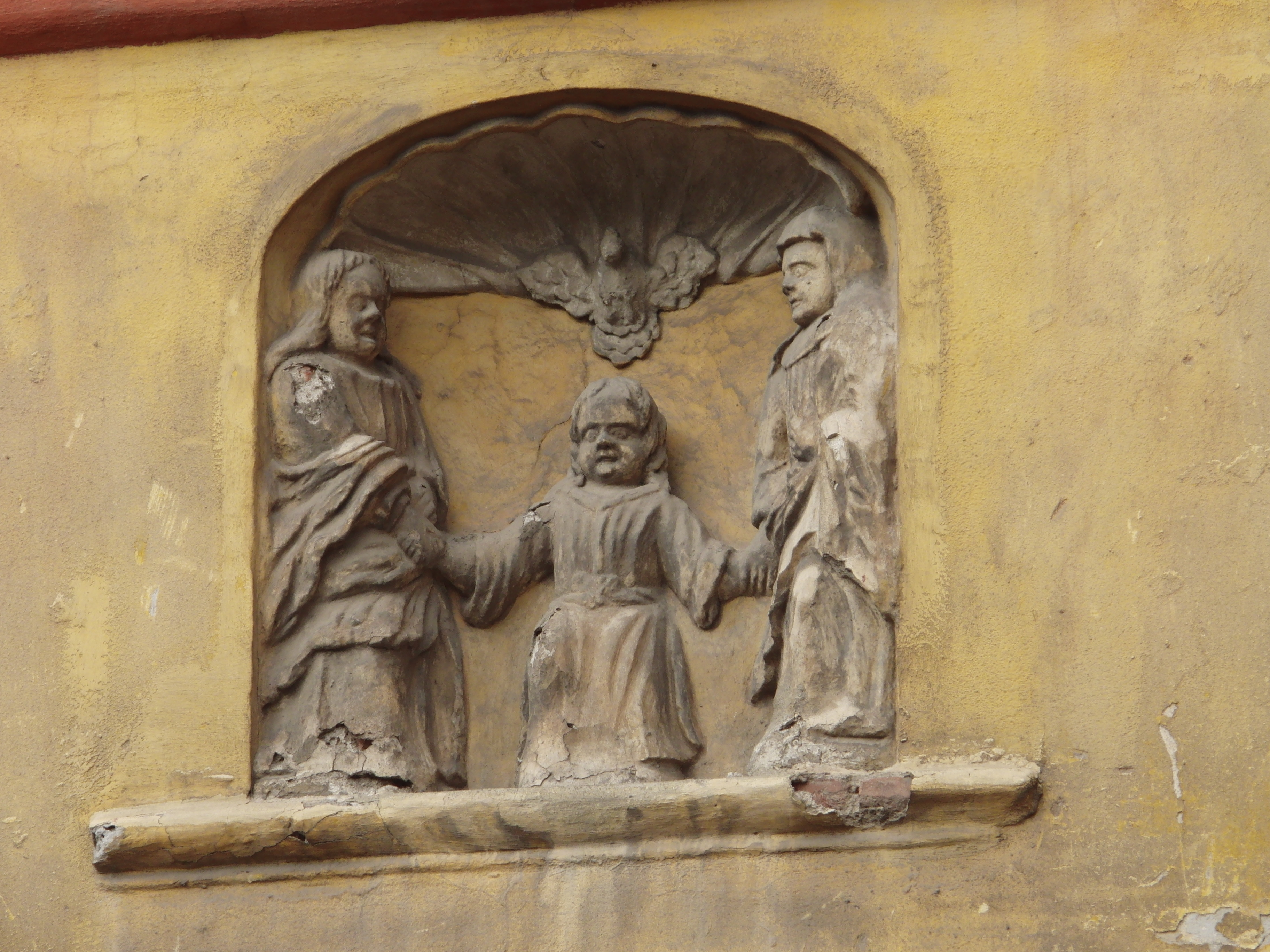
Reliéf skupiny sv. Anny Samotřetí
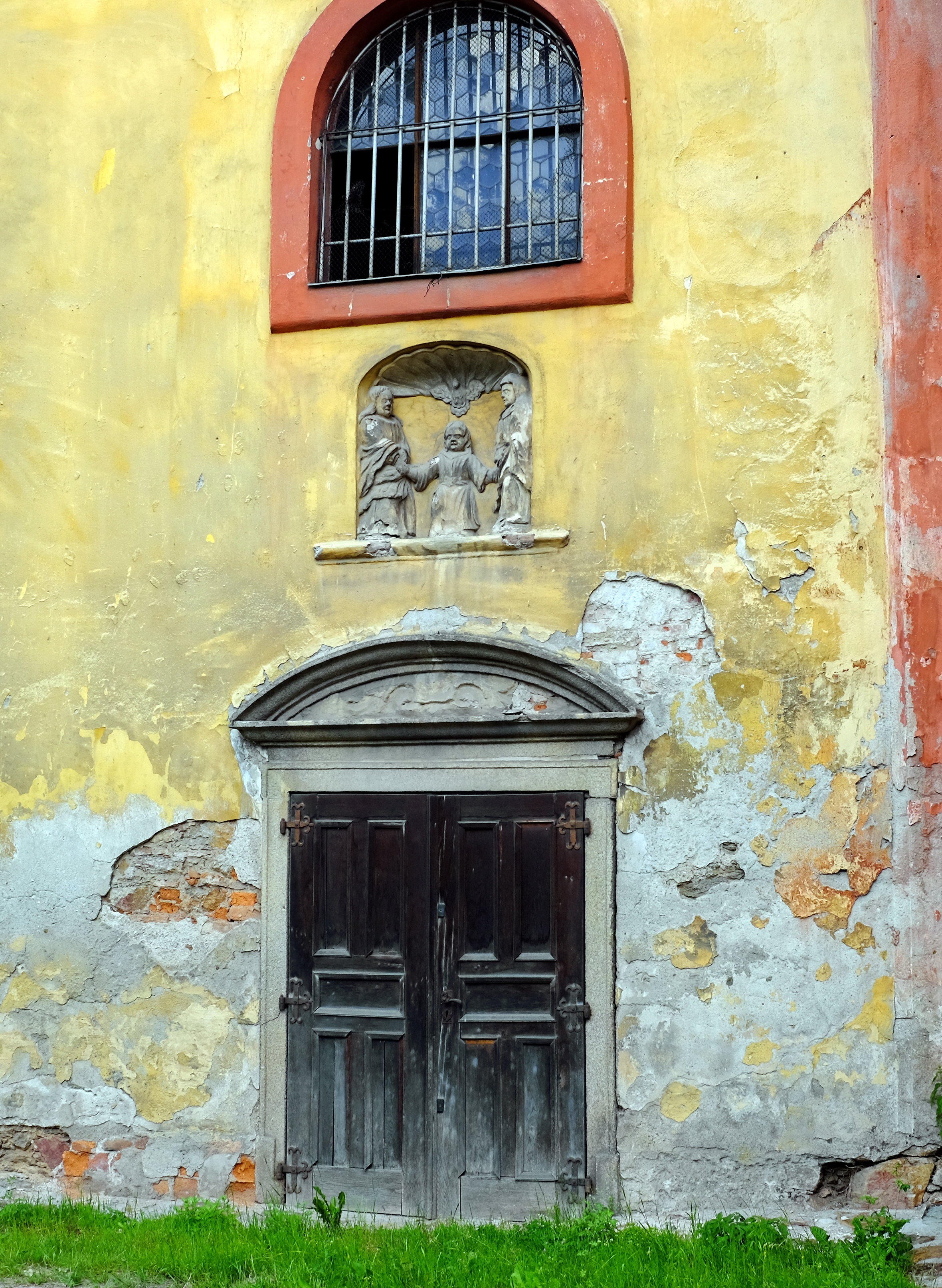
Portál
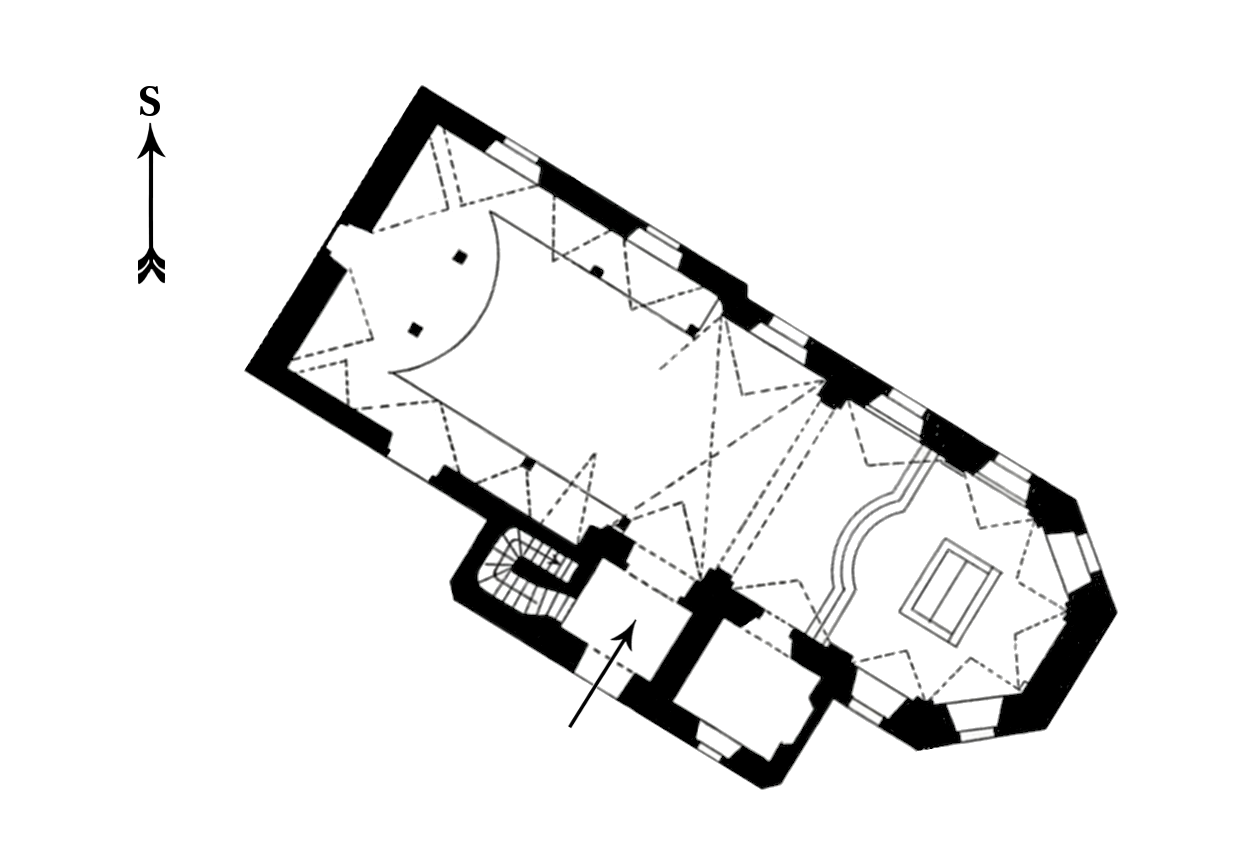
Půdorys kostela sv. Anny
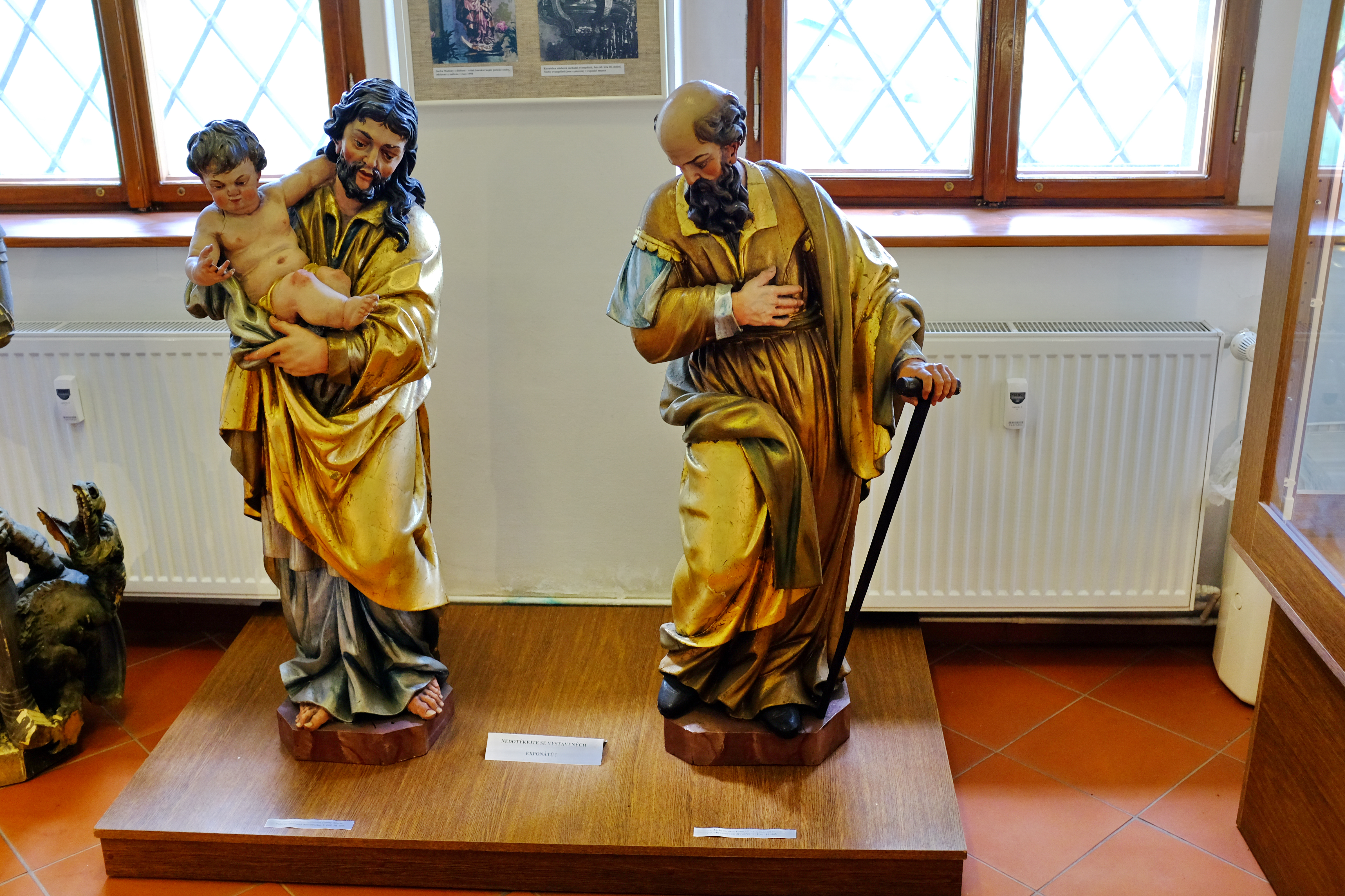
Sochy sv. Josefa a sv. Jáchyma